# Allowoodsonia whitmorei
A lạc sơn (danh pháp hai phần: Allowoodsonia whitmorei) là một loài thực vật có hoa trong họ La bố ma. Loài này được Markgr. mô tả khoa học đầu tiên năm 1967.